# Alice Arteil
Alice Arteil, née Poyet le 16 juin 1912 à Saint-Romain-d’Urfé (Loire) et morte le 23 octobre 1995 à Boën (Loire), est une résistante française.

## Biographie
Issue d'une famille nombreuse (septième sur une fratrie de douze enfants), de parents boulangers qu’elle adore et qui lui inculquent l’honnêteté, l’amour de la patrie, l’intégrité, elle passe son certificat d'études en 1925. En 1936, elle épouse Raymond Arteil, commerçant en tissus à Saint-Just-en-Chevalet (Loire).

### Années 1940-1942

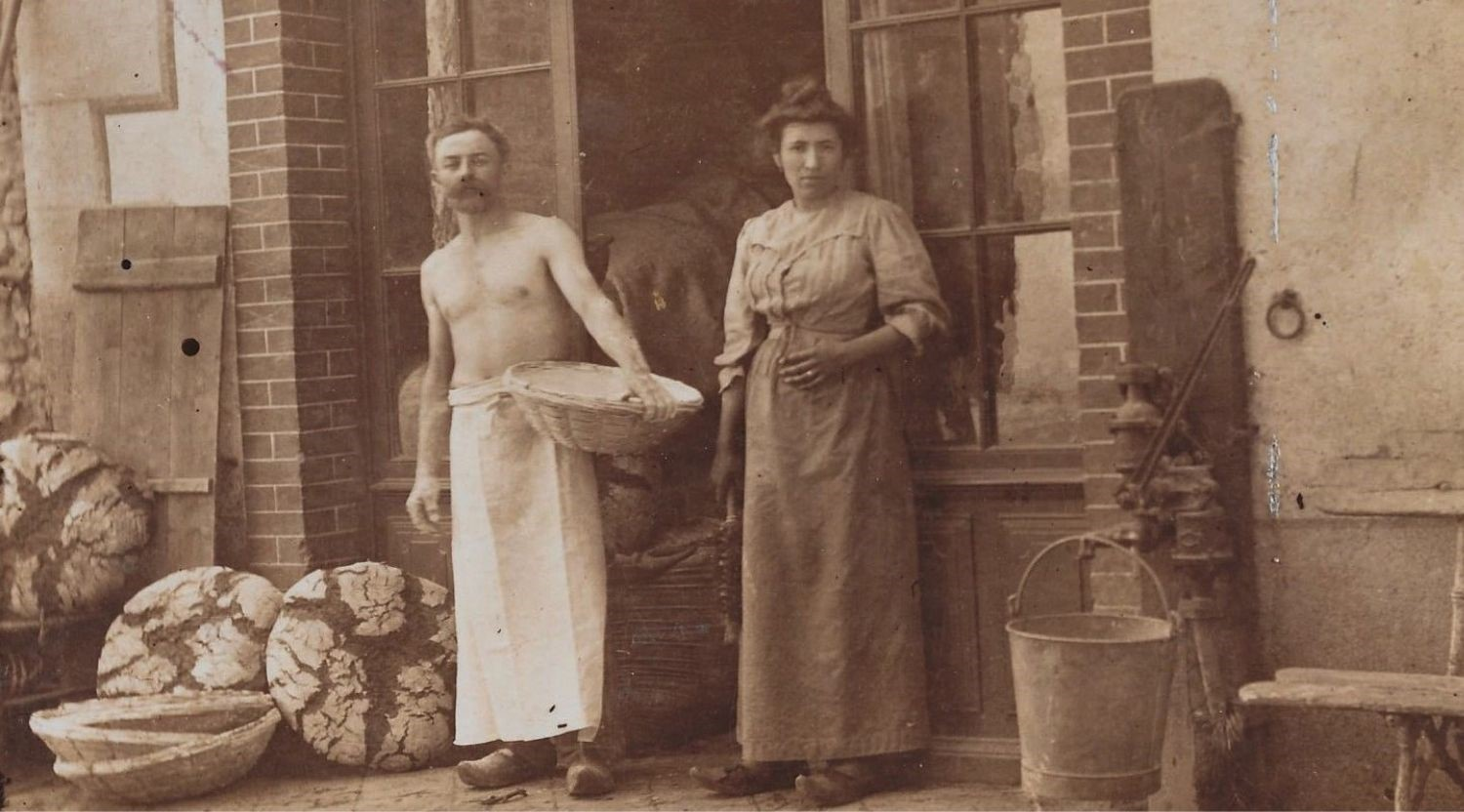
Parents POYET devant leur boulangerie, Saint-Romain-d'Urfé (Loire).

Le couple a une petite fille, Marinette, le 4 janvier 1940, année où Raymond, mobilisé dès le 2 septembre 1939, participe à la campagne de France avec le 237e régiment d’artillerie. Le 237e RA, incorporé à la 16e DI, participe à des combats violents et très meurtriers entre le 4 et le 9 juin au sud d’Amiens en s’opposant à l’avancée de la 14e Panzerkorps du général von Wietersheim. L’avancée allemande sera pour un court moment stoppée mais la 16e DI perdra 70 % de ses effectifs. Raymond est fait prisonnier le 8 juin à Breteuil (Oise), mais sans nouvelles de son mari car porté disparu, Alice entreprend dès juillet 1940 des recherches assidues afin de le retrouver. Ce n’est que courant 1941, qu’elle retrouve sa trace dans un camp de prisonniers, aux confins de la Prusse Orientale, le Stalag I A. Dès lors, elle s’engage dans la lutte contre l’envahisseur allemand et commence à distribuer des tracts et des journaux opposés à la propagande de Vichy. Bien que personne ne la contacte dans le secteur de Saint-Just-en Chevalet, elle réussit à se mettre en contact avec des résistants locaux et rejoint le groupe Franc-Tireur en juin 1942. Elle prend pour pseudonyme «Sylva»,.

### Année 1943
Alice est nommée responsable des Mouvements Unis de la Résistance (MUR) pour son canton en mars 1943 par Pierre Bernheim, responsable MUR pour la région roannaise. Elle camoufle des parachutistes, des réfractaires du Service du Travail Obligatoire (STO), recrute de petits groupes de résistants, cache des postes émetteurs. Sa parfaite connaissance de cette région montagneuse, boisée et difficile d’accès qui fut de tout temps une terre d’asile pour les réfractaires permet à cette petite femme d’1 m 52, sans qualification particulière mais pleine de courage et de témérité, de devenir une recrue de premier plan qui consacre son temps et son énergie pour la Résistance.
« Ses convictions patriotiques sont éprouvées. Elle ne ménage ni son temps, ni son argent. Elle s'engagera corps et âme dans les tribulations du maquis au cours du dernier trimestre de 1943 ».
En septembre 1943 se forme sur la commune d’Arfeuilles (Allier) un maquis initié sous l’égide des MUR dont la responsabilité est confiée à l’adjudant-chef roannais d’origine corse Jacques Dom Tomasini dit «Spada» ou «Albert». Rapidement ce groupe comprend une cinquantaine d’individus motivés mais très faiblement armés (trois mitraillettes, une dizaine de révolvers). Ils se répartissent en trois groupes : l’un dit des «aviateurs» composé d’une douzaine de jeunes provenant de l’École de sécurité aérienne publique de Clermont-Ferrand, un autre groupe de la filière roannaise et le dernier de Saint-Just-en-Chevalet grâce au travail de recrutement d’Alice. Peu à peu une instruction militaire leur est donnée mais les conditions de vie sont difficiles et le ravitaillement irrégulier.
L’ambiance se détériore dans le camp. Lors d’une réunion assez houleuse, certains vont jusqu’à demander la pendaison de Tomasini sans autre forme de procès. Il n’y échappe que grâce à l’intervention d’Alice qui calme les esprits. Elle prend les choses en main avec l’aide du sergent Antoine Ramage. Le 10 octobre, par prudence, elle décide de déplacer le maquis trente kilomètres plus au sud, dans les Bois Noirs, près de la commune de Lavoine (Allier).
Ainsi en octobre 1943, Alice se retrouve chef co-responsable du maquis de Lavoine, avec Antoine Ramage et deux autres résistants dits «Gueule en or» et «Ernest». C’est alors qu’arrive à Lavoine le 17 octobre Emile Geneste dit «Jack Lambert», ouvrier de l’Arsenal de Roanne, militant syndicaliste et communiste très actif. Meneur d’hommes, il va occuper par la suite une place prépondérante dans le groupe qui comprend déjà des sympathisants communistes comme lui. Le 15 novembre, à la suite d'une dénonciation, le maquis de Lavoine est attaqué par une force GMR de 400 hommes : grâce à l’action courageuse de Geneste et Ramage, la plupart des maquisards réussissent à s’enfuir et passent à travers les mailles du filet mais quatre résistants sont arrêtés et transférés à la prison de Riom. Ramage est parmi eux. Déporté au camp de Dachau, il ne reviendra pas. Alice n’est pas présente ce jour-là et rejoint les rescapés le 17 novembre dans les bois alentour. À partir de cet évènement, Alice et ses hommes sont très activement recherchés par la Gestapo de Clermont-Ferrand et de Vichy. Dénoncée, elle doit quitter son domicile et entre dans la clandestinité. Des tentatives d’arrestations à son encontre sont lancées à Saint-Just-en-Chevalet. Traqués et livrés à eux-mêmes dans le froid et la neige qui vient de tomber en abondance, ils trouvent refuge et ravitaillement grâce à l’aide des paysans de la région. Elle confie sa fille de trois ans à des membres de sa famille qui veilleront sur elle jusqu’à la fin de la guerre. Agissant également comme agent de liaison, elle voyage avec de faux papiers, doit se teindre les cheveux en blond lors de certaines missions, vit constamment sous la menace d’une arrestation, d’une dénonciation.
Alice décide la dissolution du maquis de Lavoine le 22 novembre : le maquis se scinde alors en deux : un groupe d’une quinzaine d’hommes comprenant «Ernest» et «Gueule en or» part à Hormières, commune de Saint-Nicolas-des-Biefs, pour former un nouveau maquis sous les ordres du capitaine Henri Fradin. Les autres, comprenant Alice et Emile Geneste, se réfugient tout près du Col de la Loge, à plus de 1300 m d’altitude où se cache déjà un autre maquis.
Émile Geneste prend rapidement le titre de chef de camp et fin novembre 1943 le groupe s’affilie aux Francs-Tireurs et Partisans français (F.T.P ou F.T.P.F) d’obédience communiste après un vote démocratique et devient le groupe "Paul Vaillant Couturier". En accord avec lui et parce qu’Alice n’adhère pas à cette sensibilité politique, elle quitte rapidement les F.T.P. pour rejoindre, avec plusieurs de ses anciens volontaires, Marcel Colliou dit "Roussel"», ex-chef du 3e bataillon du 152e Régiment d'Infanterie stationné à Lapalisse de septembre 1940 à fin 1942. L’Armée d’Armistice ayant été dissoute en novembre 1942, Colliou devient commandant de l’Organisation de Résistance de l’Armée (O.R.A) pour l’Allier et se cache «Aux Archers», commune d’Arfeuilles. Alice se laisse séduire par sa proposition de constituer une «garde personnelle» avec des individualités possédant des rudiments de formation militaire qu'il placera sous son autorité.

### Année 1944
Ainsi va naître le groupe franc estampillé Armée Secrète (A.S) «Alice» le 1er janvier 1944. Elle devient l’une des rares femmes en France, si ce n'est la seule, à commander un groupe franc dans la Résistance. À partir de ce moment, «Sylva» redevient «Alice» et retourne sur le secteur d’Arfeuilles.
Le groupe Alice comprend cinq ex "aviateurs" : Louis Groslier alias "Pierrot" de Luzillat (Puy-de-Dôme), Louis Pers alias "Popeye" de Royat (Puy-de-Dôme), Joannès Bardet alias "Guy" ou "Target" d’Arfeuilles (Allier), Jean-Marie Carrier alias "Saxet" ou "Jimmy" de Thiel-sur-Acolin (Allier), René Ehrhard alias "Ehrhard" d’Alsace , ainsi que Jean Carrier alias "Boby", frère de Jean-Marie, Louis Brandon alias "Georges" ou "Scout" de Feurs (Loire) et  Joseph Ronkar alias "Roger" du Luxembourg.
Lucien Rideau alias "Lulu" de Scorbé-Clairvaux (Vienne) assure liaison et ravitaillement.
Joseph Besch alias "Jean" (cousin de Joseph Ronkar) du Luxembourg et le sergent de réserve des Chasseurs alpins Henri Gouby de Roanne rejoindront le groupe en août 1944.

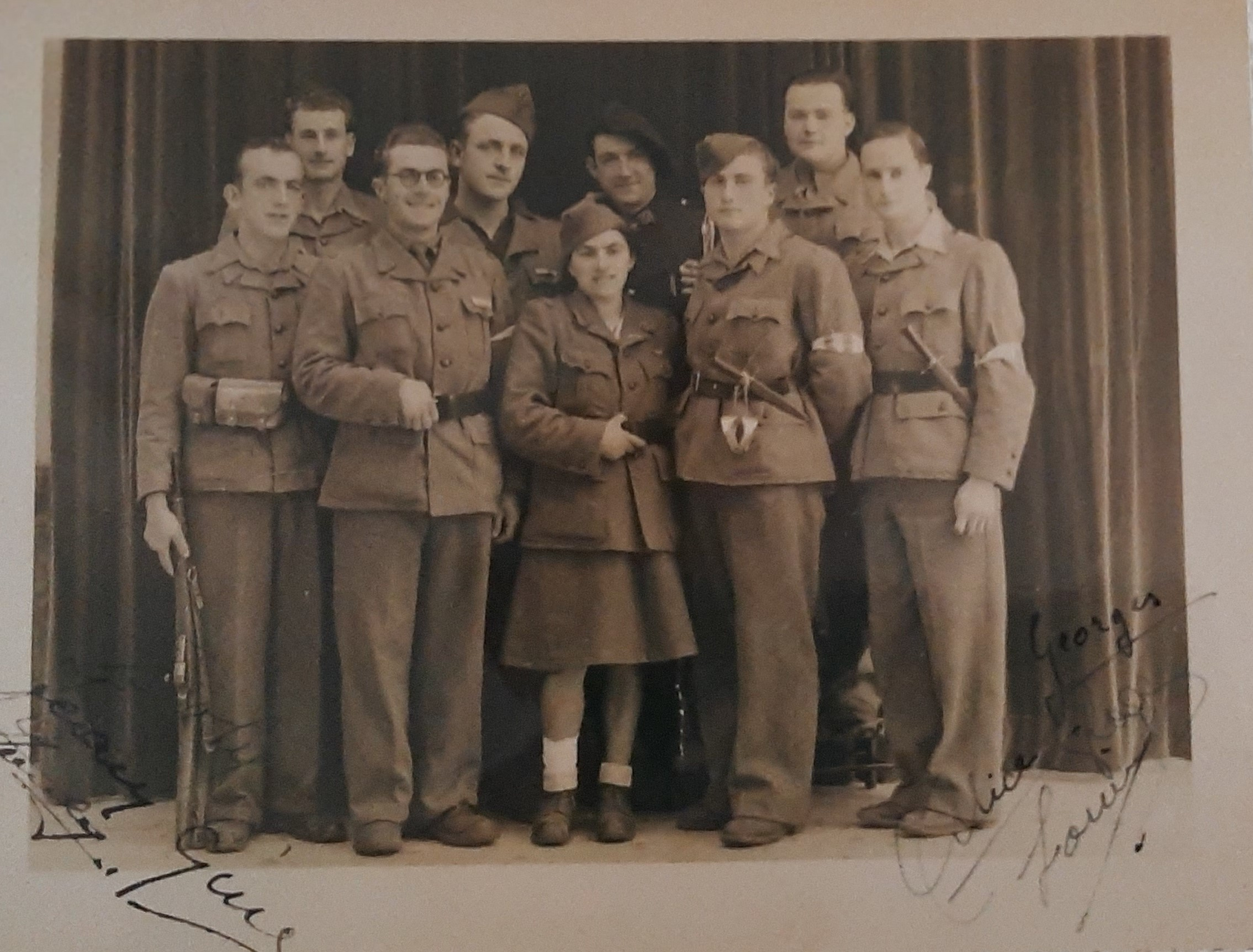
Alice et son groupe franc, septembre 1944.

À présent, le petit groupe franc Alice vit souvent dispersé en plusieurs lieux différents pour éviter le risque d’une prise en totalité du groupe. «Nous n’avons jamais été très nombreux et n’avons jamais opéré groupé en totalité avant les combats de la Libération, c’est-à-dire avant août 44. De même, nous n’étions jamais camouflés au même endroit mais dispersés en deux ou trois caches éloignées de plusieurs kilomètres l’une de l’autre».
Le 17 mars 1944, à la suite d'une dénonciation, la Gestapo et la Milice lancent une opération de ratissage à Saint-Bonnet-des-Quarts. Alice échappe de peu à l’arrestation mais deux compagnons d’Alice, Jean-Marie Carrier et René Ehrhard, hébergés à l’hôtel Monin des Biefs, sont capturés et déportés au camp de concentration de Neuengamme. L’hôtel est entièrement brûlé et Mme Monin, la propriétaire, déportée à Ravensbrück. Jean-Marie Carrier succombera du typhus quelques jours avant la Libération,.
Devant l’échec du coup de filet du 17 mars, l’occupant tente à nouveau de mettre la main sur Alice et son groupe. Dans la nuit du 23 au 24 mars 1944, c’est au tour du « Moulin Mailland » et la ferme du « Cardoux » d’être détruits par la Milice. Trois membres de la famille Rouchon, le père et ses deux fils, seront arrêtés et déportés au camp de Neuengamme. Les deux fils reviendront mais l’un des deux ne survivra qu’un an à cause des mauvais traitements subis pendant sa captivité.
À la suite de ces actions violentes de police, le groupe se disperse et décide de se faire oublier. Mais Alice, infatigable agent de liaison, à pied, en vélo ou en train, continue ses nombreuses missions en se rendant à Lyon, Clermont-Ferrand, Saint-Étienne, Roanne, Moulins et Montluçon dans des conditions dangereuses car sa tête est mise à prix,,

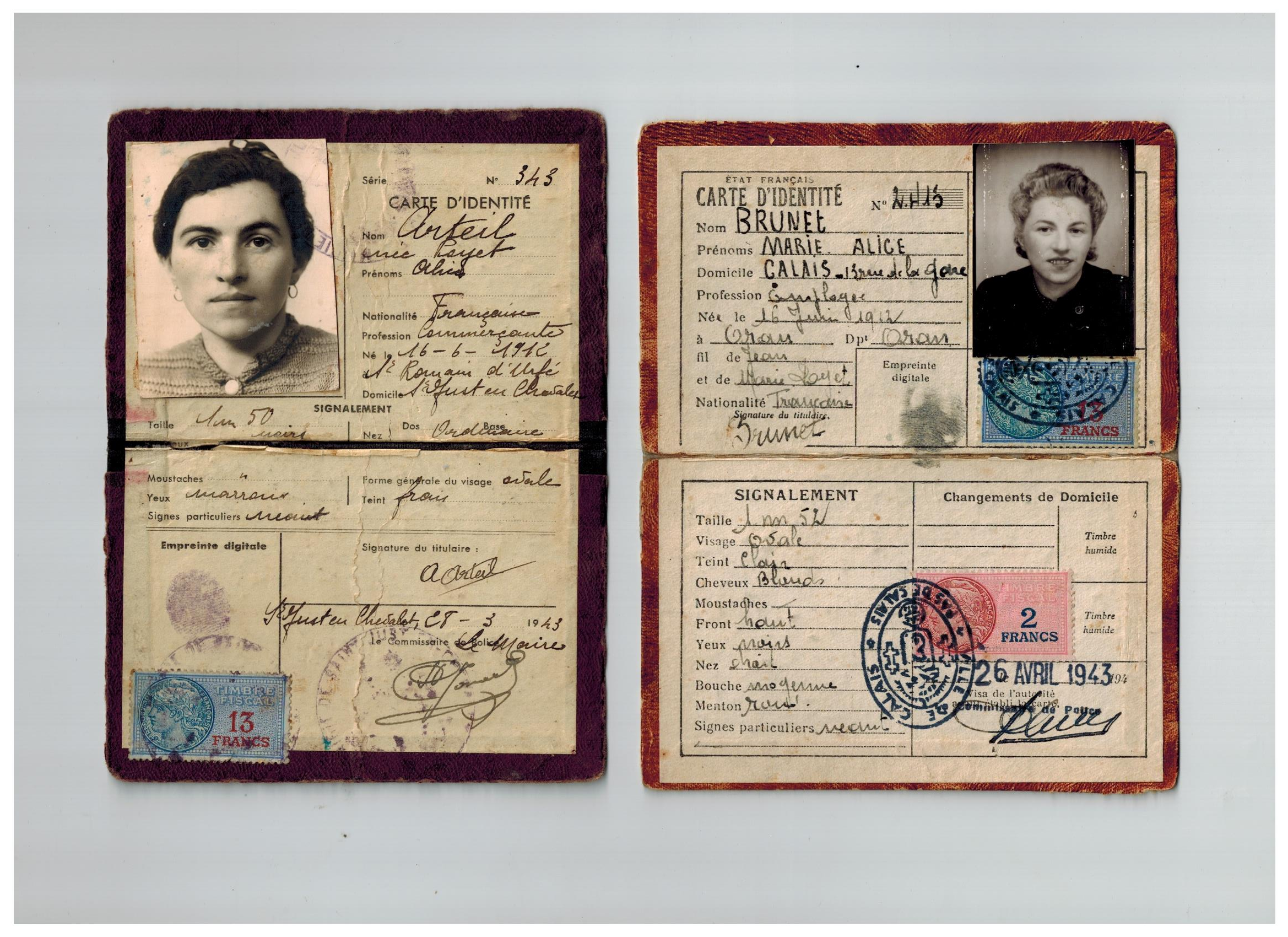
Cartes d'identité d'Alice, mars et avril 1943.

«Elle circulait dans le train Lyon-Clermont, aux côtés des Allemands qui lui faisaient des courbettes… Aux contrôles elle exhibait l’une de ses 5 ou six fausses cartes d’identité…».
Elle rencontre sur Roanne, outre le capitaine Pierre Bernheim, Georges Plasse, Robert Lyon, le docteur Ernest Replat (chirurgien-dentiste, responsable OAR), un certain Hubert (sans doute John Hind Farmer agent du SOE) et un monsieur « Lamarque » (qu'Alice qualifie de délégué politique) à Montluçon, le Commandant Ernest Franck (alias "Fabre") à Moulins, des émissaires du Colonel Roger Fayard dit Mortier à Clermont-Ferrand.
Dans la nuit du 18 au 19 juin 1944, une partie du groupe sous le commandement du capitaine Robert Lyon sabote la voie ferrée et provoque le déraillement d’un train de ravitaillement de l'armée allemande dans le tunnel de Crozet (ligne Roanne-Lapalisse). Cette opération entraîne la destruction de 23 wagons et interrompt la circulation ferroviaire pendant 11 jours.
La zone d’Arfeuilles n’étant plus sûre, il faut trouver une autre cache. Roussel décide que le groupe Alice doit changer de région. Ce sera Varennes-sur-Allier à une trentaine de kilomètres au nord-ouest d’Arfeuilles. Le groupe, pour sa sécurité, est mis en sommeil.
En août 1944, Londres officialise son grade de lieutenant FFI. Elle conservera par la suite ce même grade dans l’armée.

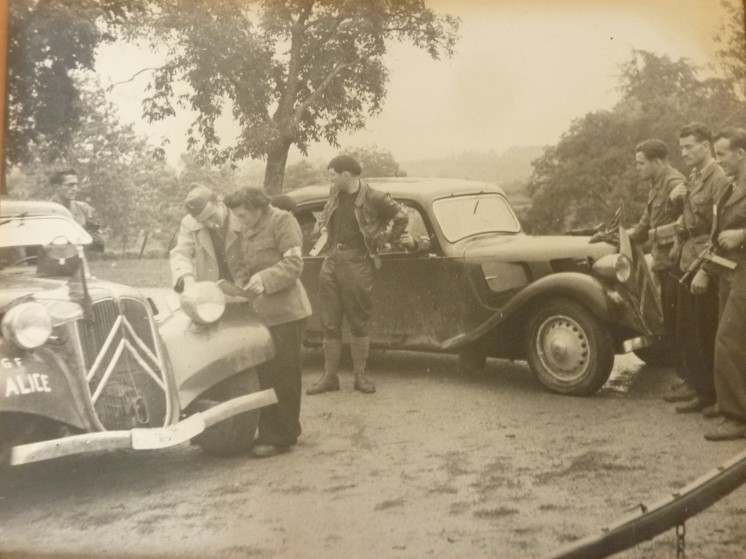
Lieutenant Deabriges, Alice et des membres de son groupe-franc, août 1944.

Le 9 août, le nouveau PC de Roussel est installé à Montaiguët-en-Forez. Grâce à la réception d'armements par parachutage, l'acquisition de Tractions Citroën et la prise d'une moto allemande, l'activité du groupe va croissante: s'ensuivent les sabotages de lignes téléphoniques, la mise hors service des aiguillages de la gare d’Arfeuilles le 20 août, le sabotage de la gare de Lapalisse le 22, la prise des armes des gendarmes qui gardent la centrale électrique de Châtel-Montagne le 24, la récupération de fûts de 200 l d’essence cachés sous des fagots depuis 1942 (en provenance de l’ Armée d'armistice) à Chavroches (Allier) le 25.
« Dotée d’un tempérament de chef, elle s’était imposée à la tête du groupe par son énergie farouche, son courage indomptable, son audace, son sang-froid et son intelligence pour coordonner dans la clandestinité la vie quotidienne et les actions de son groupe, mais aussi les reconnaissances, les liaisons avec les autres maquis et la transmission des renseignements dans notre secteur. C’est aussi elle qui préparait, avec une efficacité redoutable, les moindres détails de nos missions et de nos actions de sabotage. Les gars du groupe seraient passés à travers le feu si elle le leur avait demandé… elle restait sur la brèche en permanence. Toujours en première ligne. ».
Le 28 août, le groupe défile avec Roussel dans les rues de Vichy, libérée depuis peu.
Le 3 septembre, Alice et son groupe participent à l'attaque particulièrement risquée d'un train blindé très fortement armé entre Thiel-sur-Acolin et Dompierre-sur-Besbre qu'ils arrivent néanmoins à faire dérailler. Mais la voie ferrée endommagée est réparée et ce train sera finalement stoppé et pris grâce à l'action combinée de l'aviation américaine et de l'artillerie française arrivée sur place le 8 septembre,.
Le groupe Alice contribue aussi à la libération de Moulins le 6 septembre, fait le coup de feu aux combats près de Decize qui se concluront par la reddition de la colonne Elster à Issoudun, Arçay et une partie à Saint-Pierre-le-Moûtier le 11 septembre 1944,,.
Le 18 septembre, Alice peut enfin retourner à Saint-Romain-d’Urfé pour voir sa fille qu’elle a dû laisser aux bons soins des membres de sa famille depuis déjà dix mois.

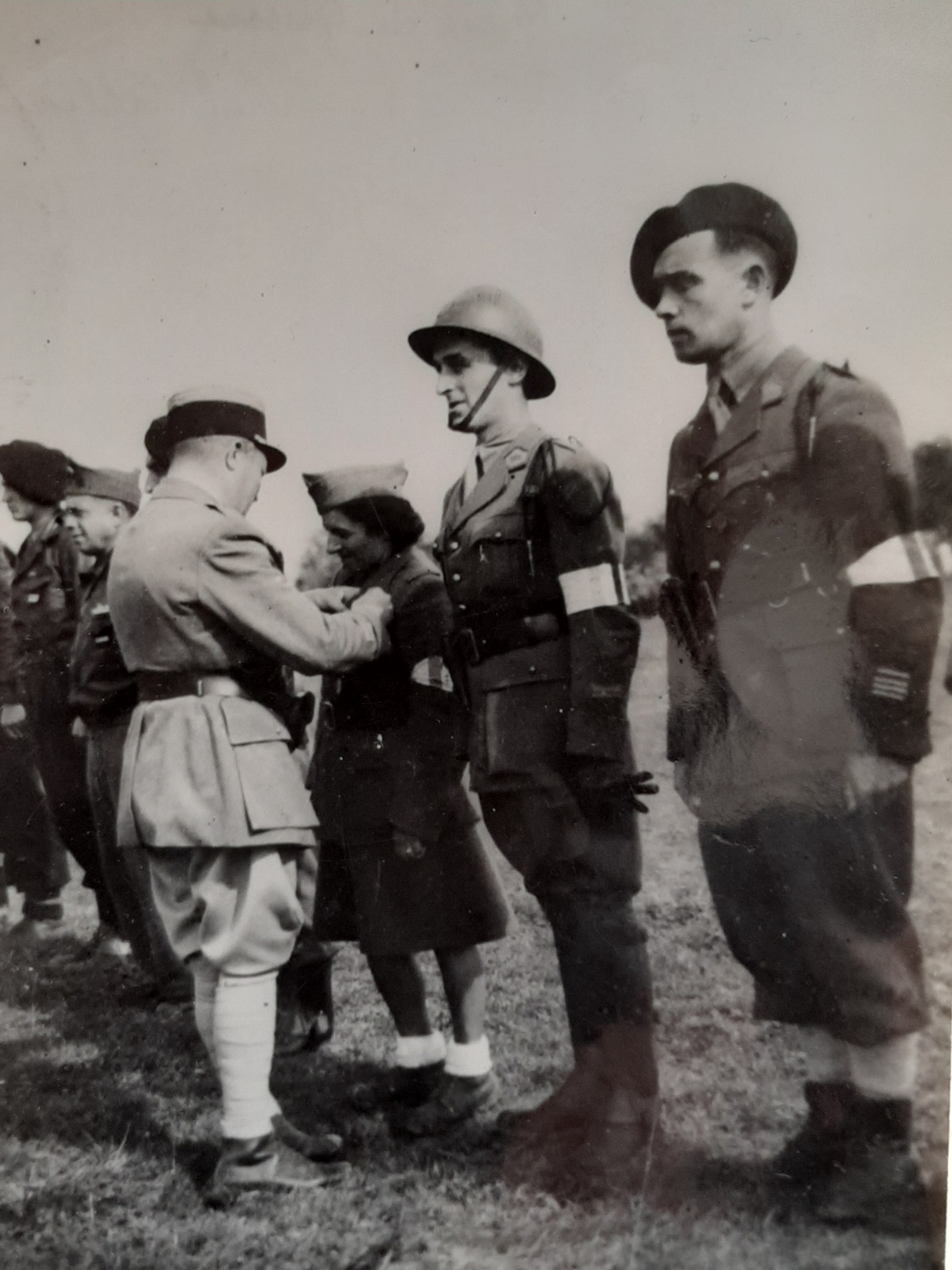
Remise de la Croix de Guerre le 30 septembre 1944 à Lamarche-sur-Saône, Côte-d'Or.

Fin septembre, le groupe s’installe à Lamarche-sur-Saône (Côte-d’Or). Le 30 septembre, Colliou remet des décorations : Alice reçoit la croix de guerre avec palme. Croix de guerre aussi pour les volontaires du groupe et leur fanion "à tête de mort" qui est aujourd’hui exposé dans la salle d'honneur du 152e RI à Colmar.
Elle décide de poursuivre la lutte et s’engage tout comme les autres membres de son groupe au sein de la 1re Armée française « pour finir le travail ».
Toutes les unités provenant de la division d’Auvergne issue des FFI vont se structurer dans l’armée régulière pour devenir, au fur et à mesure de la défection de nombre de maquisards et la réorganisation des unités, le régiment d’Auvergne aux ordres du lieutenant-colonel Colliou,. Grâce à ce dernier le groupe Alice conserve une certaine autonomie et est rattaché à la 9e compagnie du 3e bataillon de ce régiment qui est mis à la disposition de la 9e division d’infanterie coloniale (9e D.I.C) de la 1re Armée française Rhin et Danube commandée par le général de Lattre de Tassigny.
Mal habillés, presque sans chaussures, sans vêtements de protection contre la pluie et la neige, il faudra attendre début 1945 pour que le régiment soit mieux équipé en armes, vêtements, transmissions.
Après une période d’adaptation du 15 octobre au 14 novembre, le groupe va alors participer aux terribles combats qui vont se dérouler dans l’Est de la France où les troupes allemandes se sont repliées. Pour contourner les défenses de la Wehrmacht implantées solidement sur la crête des Vosges et atteindre Belfort, Mulhouse et le Rhin, la 9e D.I.C est engagée pour rompre le dispositif de défense allemand, sur le flanc droit, entre le Doubs et la frontière suisse.
Le 14 novembre, Alice participe à l’attaque du village d’Écot en entraînant avec sang-froid son groupe franc. Elle sert durant toute l’attaque, sous de violents feux de mines et d’armes automatiques, d’agent de liaison et d’opérateur radio à son commandement de compagnie. Cela lui vaut une citation à l’ordre du régiment.
Le 15 novembre, le groupe prend la direction du Jura.

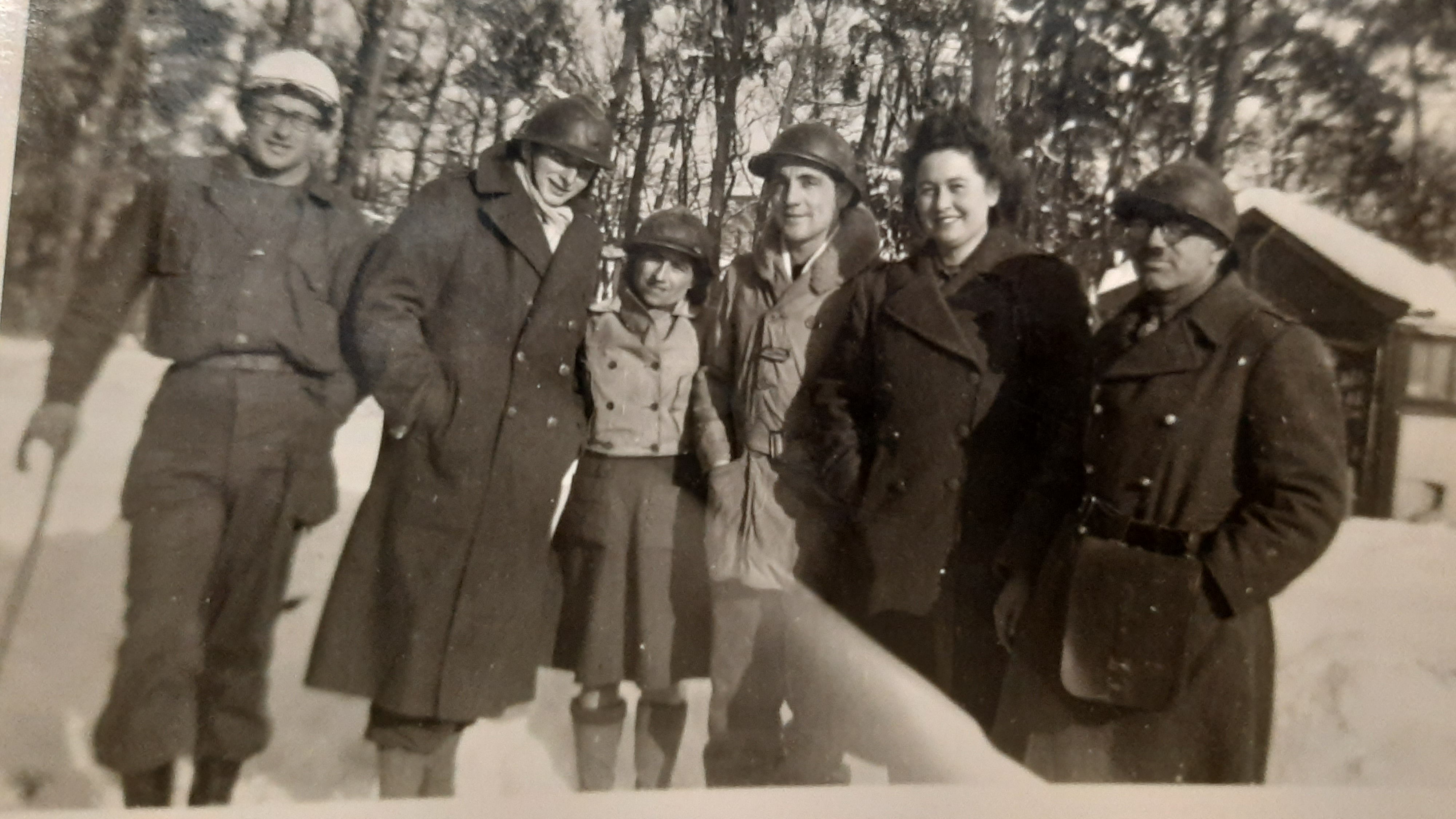
Au centre de la photographie, Alice dans les Vosges, novembre 1944.

Le 18 novembre, l’entrée dans la petite ville de Valentigney (Doubs), au sud de Montbéliard, est inoubliable. Alice, en tenue de combat, fait sensation, surtout quand les habitants apprennent son comportement dans la Résistance et les combats des jours précédents,,.
Le groupe prend ensuite la direction de Mulhouse pour participer à sa libération.
Début novembre, un ordre strict du Haut Commandement rappelle l'interdiction faite aux femmes de se trouver dans des unités combattantes,. Alice se voit versée contre sa volonté à l’État-major du régiment, cantonnée à un rôle d’infirmière, d’agent de transmission, d'assistante sociale.
Le 21 novembre 1944, le régiment d’Auvergne est autorisé à reprendre l’appellation de 152e RI connu aussi sous le nom du régiment des « Diables Rouges ».
Au grand regret de leurs camarades et sur ordre de l’État-major là-aussi, les deux Luxembourgeois, Besch et Ronkar, sont obligés de quitter le groupe Alice et le 152e RI le 17 décembre, car non ressortissants français.

### Année 1945
Dans Colmar libérée le 8 février, le 152e RI défile et le 10, le général de Gaulle remet au colonel Colliou le drapeau régimentaire sur la place Rapp, consacrant officiellement la renaissance de ce vieux régiment.
Or Alice ne souhaite pas être ménagée et désire partager le sort de « ses gars » en première ligne. Ce sera la raison de son départ prématuré un mois avant la fin de la guerre. Colliou, devenu général, écrit en 1953 dans une attestation délivrée à Alice «Aussi singulier que cela puisse paraître, j’ai dû me fâcher, puis renvoyer Alice du régiment car elle était constamment en première ligne».
Le 13 avril, le régiment est versé dans la 3e division d’infanterie algérienne (3e D.I.A) et franchit le Rhin, sans Alice, dorénavant exclue du 152e RI et atteint Karlsruhe, Stuttgart pour finir la guerre à Singen, sur les bords du lac de Constance le 8 mai 1945.

### Après-guerre
Malgré le «froid» qui s’instaure entre Alice et le colonel Colliou depuis son départ du régiment, elle n’hésitera pas à le solliciter en 1952 pour qu’il devienne son parrain lors de la cérémonie de remise de sa Légion d’honneur aux Invalides à Paris.
Démobilisée le 30 mars 1945, Alice ne peut partager la victoire avec ses hommes sur les berges du lac de Constance.
L’histoire officielle retient que «le 1er avril 1945 elle demande sa démobilisation pour retrouver son mari qui rentre de captivité.
En six mois, le 152e RI a subi la perte de 190 hommes sur les trois mille jeunes volontaires récemment incorporés, venus pour la plupart de l’Auvergne et du Bourbonnais. Alice n’a perdu, en tout et pour tout, qu’un seul homme de son groupe, Jean-Marie Carrier arrêté et déporté en mars 1944.
«Elle était aimée par ses hommes qu’elle appelait «ses gars», parfois jalousée par certains autres officiers, elle était adorée et respectée par les simples soldats. Intelligente, décidée, d’un grand-sang-froid, elle savait très bien commander. Et très humaine : ne pas prendre de risques inutiles».
Libéré par les troupes russes de son stalag en Prusse Orientale, Raymond rentre en France en juin 1945 via un long périple qui le fera passer par la Biélorussie, la Pologne, l’Ukraine, Odessa et Marseille.
Elle reprend modestement le cours de sa vie civile avec son mari et sa fille Marinette sans rien réclamer en contrepartie de sa conduite héroïque. C'est ce que fit la majorité des femmes qui prirent une part active dans la Résistance. Peu d’entre elles furent honorées et récompensées à leur juste valeur. Même si le droit de vote venait d'être enfin accordé aux femmes à la sortie de la guerre, le sexisme ambiant les obligeait à se taire et à rentrer dans le rang en se conformant à l’image de bonne épouse, bonne mère et parfaite ménagère. Pour une femme, la discrétion était de mise et revendiquer le fait d’avoir pris le maquis les armes à la main en compagnie d’hommes, ne pouvait qu’engendrer suspicion et mauvaise réputation, même s'il s'agissait de combattre l’occupant nazi.
Alice retourne donc à l’anonymat mais sans perdre son franc-parler et son caractère bien trempé. Son engagement, ses mérites lui ont valu de recevoir 9 médailles dont : 
- La croix de guerre 1939-1945 avec palme, citation à l’ordre de l’Armée le 30 septembre 1944.
- La croix de chevalier de la Légion d’honneur en 1952.

Le 7 juin 1959, venant de Thiers, le général de Gaulle fait une halte rapide à Saint-Just-en-Chevalet, vient serrer longuement la main d’Alice et lui parler quelques instants. Elle l’accompagne ensuite jusqu’à Roanne où il fait un discours place de l’Hôtel-de-Ville avant de repartir le jour même pour Saint-Étienne.
Sollicitée par ses concitoyens en 1961, elle est deux fois conseillère municipale. Elle tient un petit magasin de vêtements et un débit de boisson. Alice reste toujours très discrète et modeste sur sa période de Résistance, ne se met jamais en avant, ne réclame ni honneurs ni passe-droits car elle estime « n’avoir fait que son devoir ».
Alice n’a pas jamais pris la plume ni participé à des conférences ou émissions télévisées pour relater ses exploits. Son arrière-petite-fille découvrira le passé de son arrière grand-mère deux ans après sa disparition, à l’occasion d’un exposé qui fut primé en 1997, sur les femmes dans la Résistance.

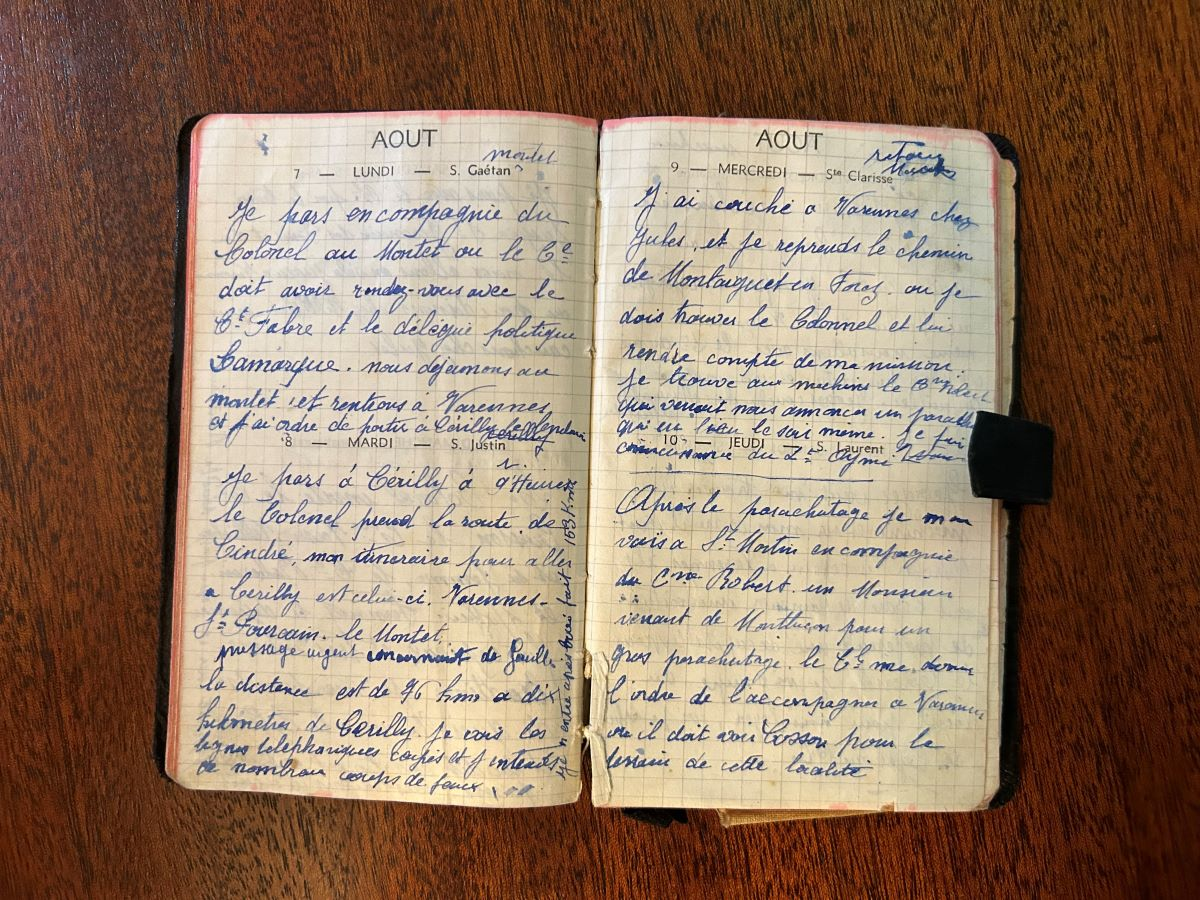
Carnet d'Alice, 1944

Elle garda des liens fidèles avec les membres de son groupe franc ainsi que le 152e RI jusqu’à la fin de sa vie. Ce fut l’occasion de réunions fréquentes avec ses anciens frères d’armes. Elle conserva soigneusement son carnet journalier de l'année 1944 et tous les courriers et coupures de presse qui relataient la période de la Résistance et de la Libération. Ce fameux carnet qu'elle portait sur elle, détaille son emploi du temps et ses contacts alors qu'elle était activement recherchée. Cela allait à l'encontre de toutes les règles de sécurité préconisées dans la vie clandestine. Tombé dans les mains de la Gestapo ou de la Milice, il aurait entraîné sans doute la fin de tout son groupe et de ses contacts. Mais à présent ce fonds d’archives personnelles représente une incomparable mine de renseignements concernant son parcours et rend compte de son extrême honnêteté, de son courage et de l’admiration qu’elle suscitait auprès de tous ceux qui l’on côtoyée.

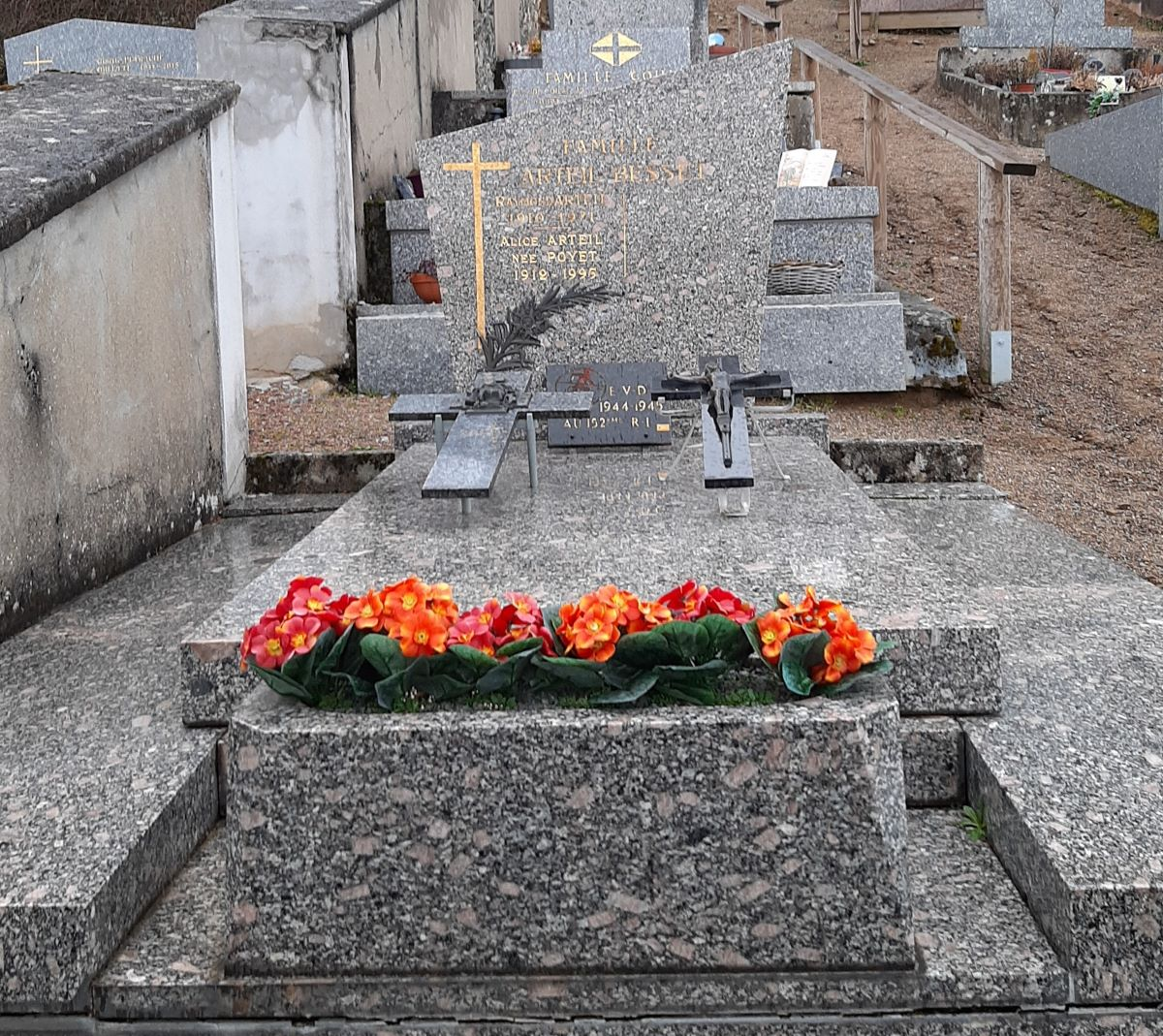
Tombe d'Alice et Raymond Arteil, Saint-Just-en-Chevalet.

Alice décède à Boën le 23 octobre 1995 à quatre-vingt-trois ans chez sa fille et son gendre. Elle est enterrée au cimetière de Saint-Just-en-Chevalet au côté de son mari parti en 1971. Une plaque du 152e RI est apposée sur la tombe en son honneur.

## Distinctions et hommages

### Distinctions
- Chevalier de la Légion d'honneur (1952)
- Croix de guerre 1939-1945, palme de bronze (citation à l’ordre de l’Armée le 30 septembre 1944)
- Croix du combattant volontaire de la Résistance (1956)
- Croix du combattant volontaire de la guerre de 1939-1945 (1968)
- Ordre de la Résistance 1940-1944 du Grand-Duché du Luxembourg (1976)
- Croix d’honneur franco-britannique avec rosette (1968)
- Croix de commandeur de l’Étoile de la Résistance franco-belge (1974)
- Commemorative War Medal of General Eisenhower (IMOSPHINX) 1974
- Interallied Distinguished Service Cross (IMOSHINX) (1974)

### Hommages

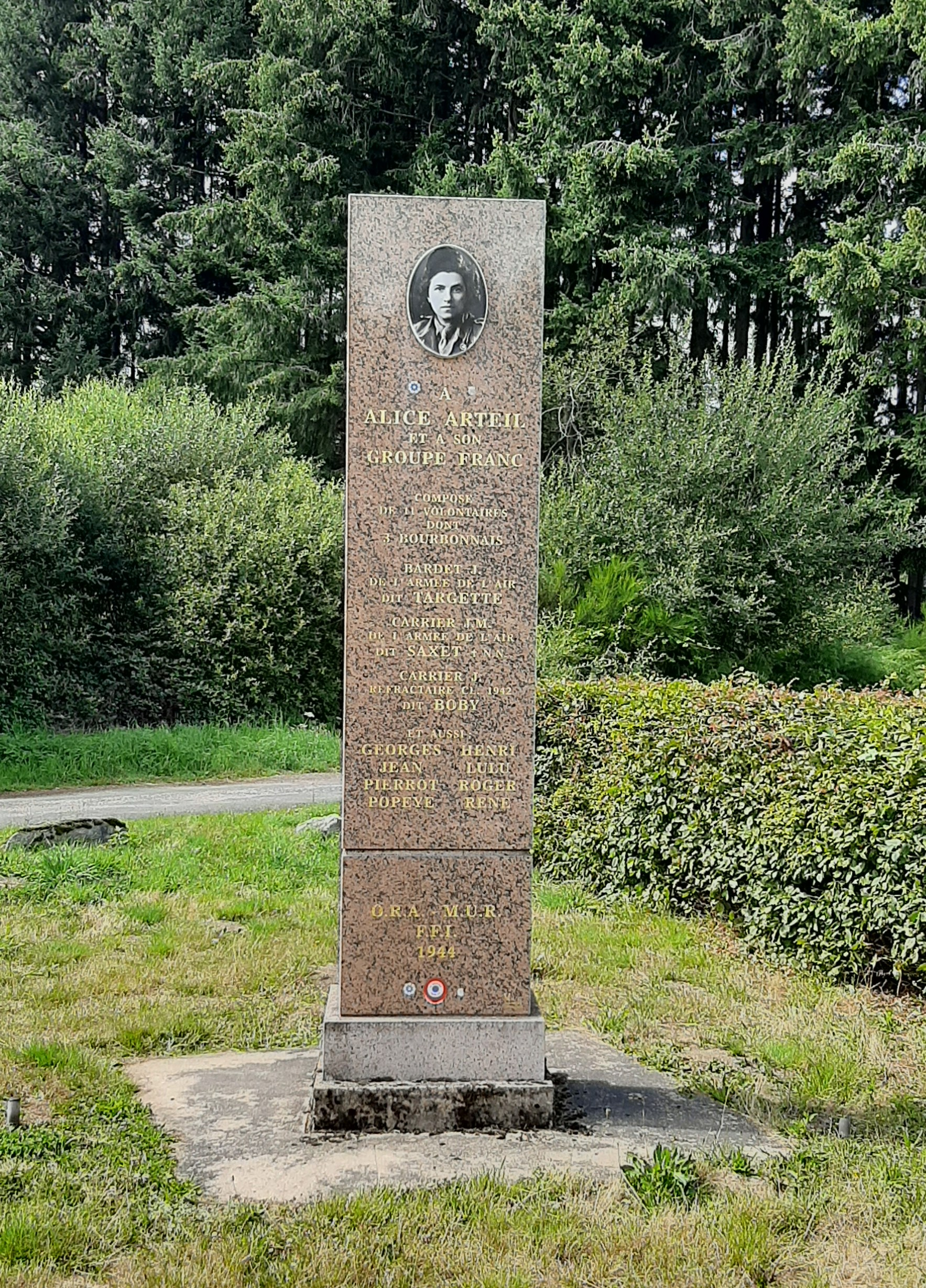
Stèle du groupe franc Alice au Précontent, Arfeuilles, Allier.

En 2000, une stèle en mémoire d’Alice et son groupe franc a été inaugurée au Précontent (commune d’Arfeuilles) grâce à l'action de Jean Carrier, président de l'association « Les Amis du groupe franc Alice » et de la commune d'Arfeuilles. Chaque année, une cérémonie est organisée par le Souvenir français de l'Allier. Le 27 mai 2024, le collège Jules-Verne du Mayet-de-Montagne change d'appellation et devient le collège Alice-Arteil. Une salle polyvalente à Arfeuilles porte son nom officiellement le 23 juin 2024.

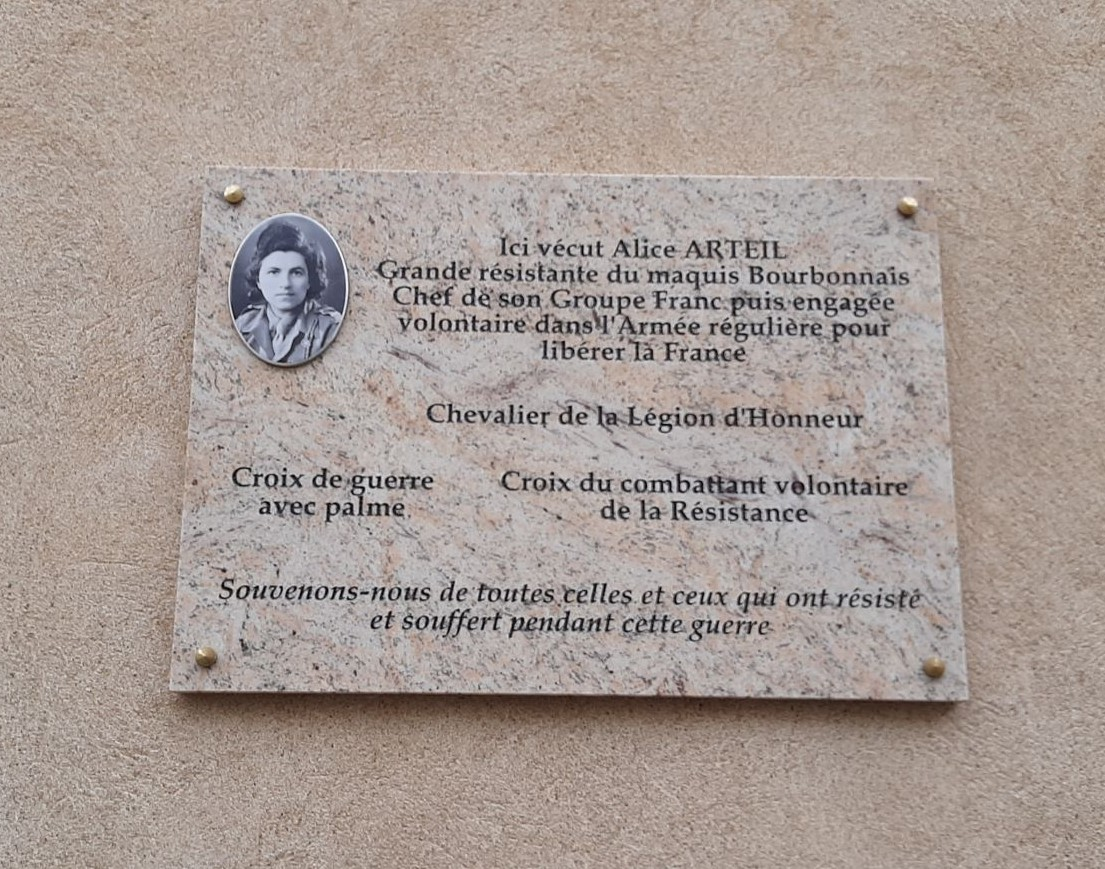
Plaque honorifique apposée le 8 mai 2022 à Saint-Just-en-Chevalet, Loire.

Son village de Saint-Just-en-Chevalet lui rendra un hommage bien tardif à travers une cérémonie organisée le 8 mai 2022. Une plaque commémorant son action est apposée sur la façade de la maison où elle vécut et travailla grâce à la persévérance d'une de ses habitantes, madame Christiane Denis-Mathevet. À Saint-Étienne, la même année, une salle du Conseil départemental est baptisée à son nom tout comme un petit jardin communal dans son village natal de Saint-Romain-d’Urfé,.

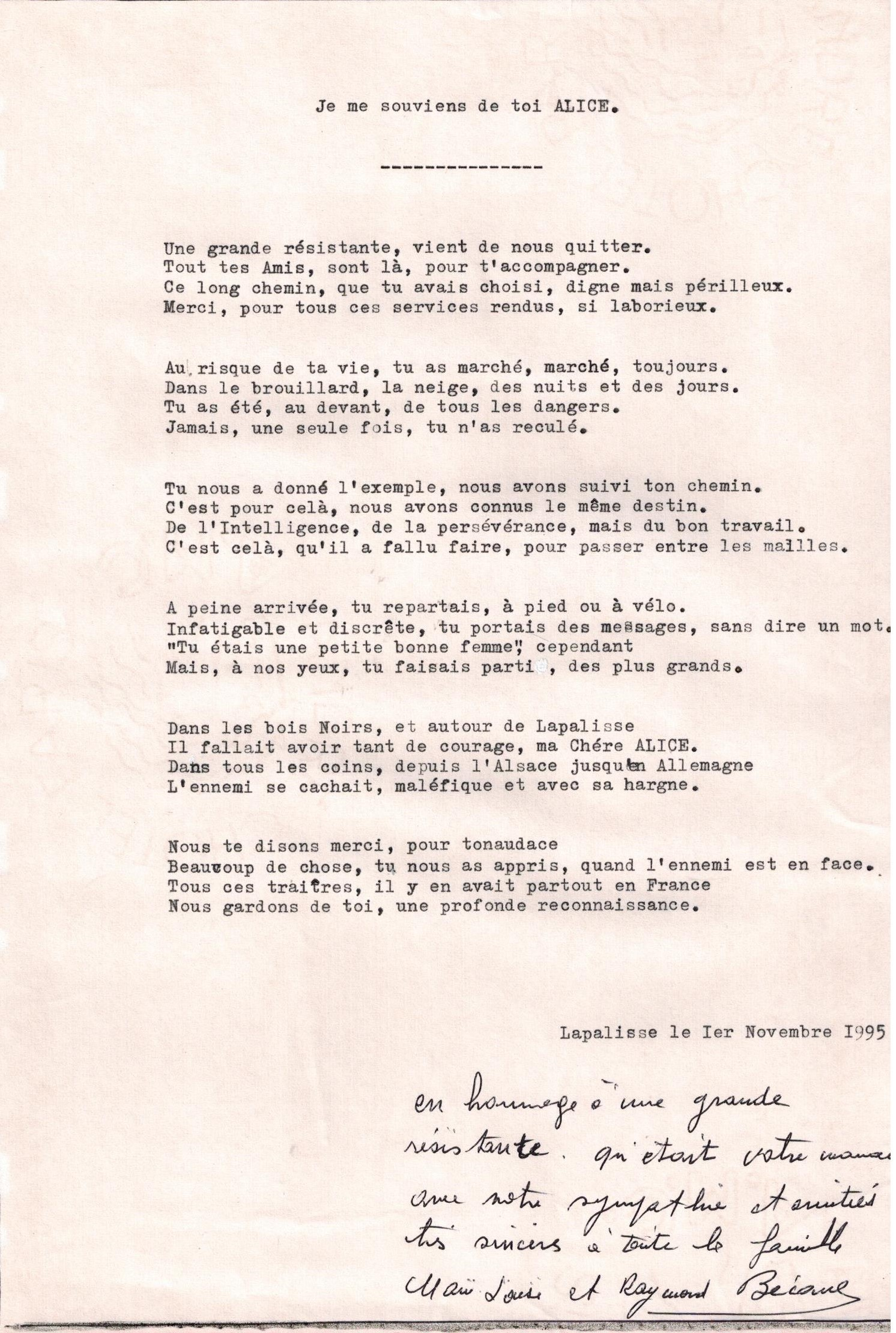
Poème de Raymond Bécaud en hommage à Alice Arteil, 1er novembre 1995.

Dans les environs de Saint-Just-en-Chevalet, on trouve également :
- Une plaque à Lavoine (à environ 17 km au nord-ouest de Saint-Just-en-Chevalet), dans l'Allier, pour commémorer l’attaque du maquis « Alice » du 15 novembre 1943[72].
- Une plaque au Brugeron (Puy-de-Dôme), pour commémorer l’attaque du maquis « Paul Vaillant-Couturier » (ancien maquis de Lavoine) du 22 janvier 1944[73],[74].
- Une stèle aux Brizolles, commune de Châtel-Montagne (Allier), pour commémorer les opérations allemandes des 17 décembre 1943 et 17 mars 1944 qui ont conduit à l'arrestation de seize personnes dont onze ne sont pas rentrées[75].
- À Saint-Nicolas-des-Biefs (Allier), deux stèles commémorent les habitants déportés de la commune (stèle de «Chez Fayot» et stèle au «Goutaudier»)[76].

À Champoly (Loire), une plaque sur le monument aux morts et le nom de l'école primaire rendent hommage à René Roche, instituteur résistant qui fut en relation avec Alice Arteil, mort en déportation.

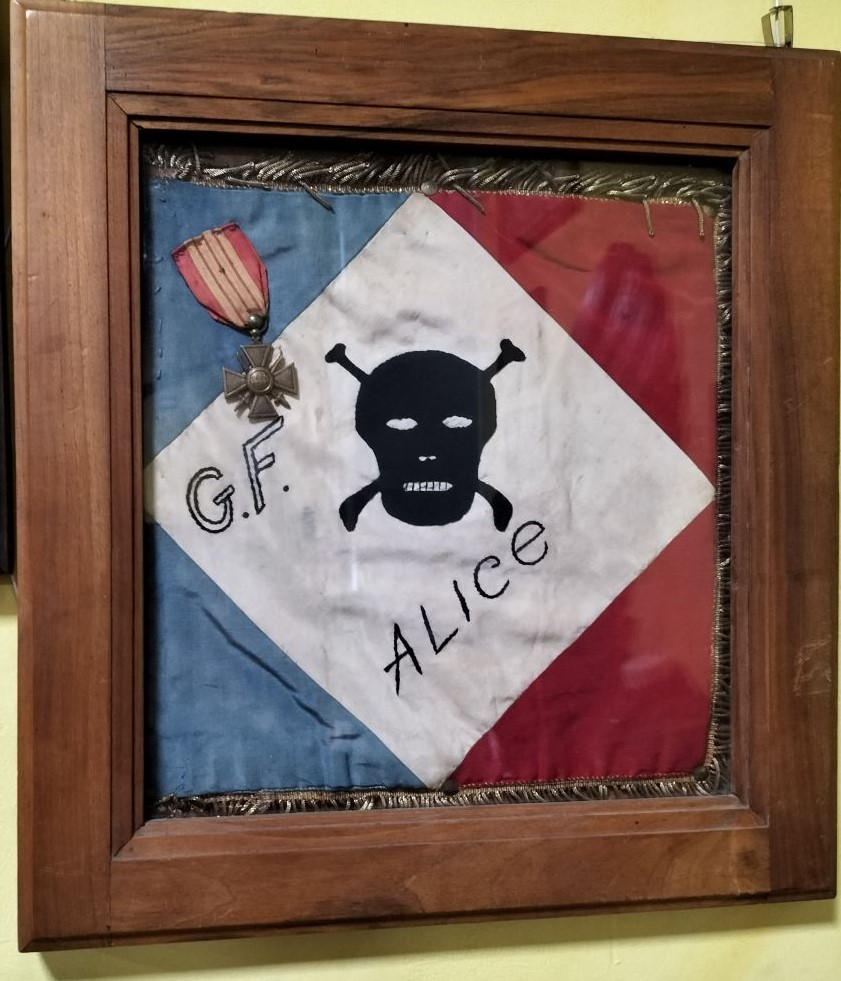
Fanion du groupe franc Alice exposé à Colmar au 15.2 RI; L'emblème de la tête de mort vient sans doute du fait que tous les membres du groupe étaient condamnés à mort part contumace par les autorités vichyssoises.

À Colmar se trouvent exposés dans la salle d'honneur du 152e RI, le fanion à tête de mort du groupe franc Alice (œuvre de la baronne Bernadette de Meaux qui l’offrit à Alice en 1944) ainsi que sa médaille Croix de guerre, son calot et sa fourragère.
À Vichy, le 26 août 2024, une rue Alice-Arteil a été inaugurée. Une rue a reçu son nom à Riorges (banlieue de Roanne) le 7 mai 2025.

### Femmes dans la résistance en Allier et dans la Loire
- Femmes dans la Résistance dans la Loire : Marguerite Gonon
- Claude Latta et Marie-Claudette Thévenet-Merle, Le groupe de Résistance d’Arthun : le comte de Neufbourg, Marguerite Gonon et leurs compagnons, consulté le 12/10/2023
- Une femme résistante Marguerite Gonon (Partie 1) consulté le 12/10/2023
- Une femme résistante Marguerite Gonon (Partie 2) consulté le 12/10/2023

### Résistance en France
- Olivier Wieviorka, Histoire de la Résistance 1940-1945, Paris, Éditions Perrin, coll. « Tempus », 2018, 704 p.  (ISBN 2262074453), en particulier le chapitre « L'engagement féminin », pages 564 à 578.
- Michael R.D Foot et J.L Crémieux-Brilhac, Des Anglais dans la Résistance, SOE en France, 1940-1944, Paris, Tallandier, février 2008, 800 p. (ISBN 978-2-84734-329-8), p. 595

### Résistance en Auvergne
- Georges Chatard , Un groupe franc dans la Résistance et la libération du Bourbonnais, Bulletin de la Société d’émulation du Bourbonnais, tome 68, 3e trimestre année 1996, Moulins-Yseure, Les Imprimeries Réunies, pages 538 à 555
- Henry Ingrand, Libération de l’Auvergne, FeniXX réédittion numérique Hachette, 1974, 273 p, ebook, page 151 groupe franc Alice
- Gilles Lévy et François Cordet, À nous, Auvergne !, FeniXX réédition numérique Presses de la cité, 1974, 418 p., page 220 Alice Arteil

### Résistance dans l'Allier et la Loire
- René Gentgen, Résistance Loire, les formations militaires ORA, ASU, SOE, FTP, Éditions Esperluette, Montferrat, 1993, 395p., sur la période de genèse du groupe Alice de septembre à décembre 1943 : pages 50 à 61 et p. 150,  (ISBN 2-909545-12-1)
- Archives départementales de l'Allier, Fonds Jean-Baptiste Séruzier : photos du groupe Alice 1944-1945 (cote : 19 Fi 685 et 691) https://archives.allier.fr/ consulté le 12/10/2023
- Site de l'ANACR 03 consacré à Alice Arteil https://www.anacr03.fr/vichy/alice-arteil: consulté le 12/10/2023
- Georges Rougeron, La Résistance dans le département de l’Allier 1940-1944, FeniXX réédition numérique Typocentre- Montluçon, 2019, 40 p., ebook, Colliou p. 26 et 27
- Georges Chatard, Un groupe franc dans la Résistance et la libération du Bourbonnais, Moulins, Bulletin de la société d'émulation du Bourbonnais, tome 68, 3e trimestre 1996, pages 538 à 555,  (ISSN 0037-9158)
- Le Résistant de la Loire n° 97 à 101 : avec la chronique " Le groupe franc Alice" de Louis Brandon pour 1944-1945, n° 132 à 141 comportant la chronique "Au maquis, en ce temps-là " de Louis Brandon, retraçant la période de septembre à décembre 1943 pour l'évolution du maquis "des Biefs" en maquis "de Lavoine" puis "Vaillant-Couturier".
- Auguste Roche, Des Roannais dans la Résistance et dans les camps de concentration 1939-1945, Médiathèques Roannais Agglomération, tapuscrit, 1981, 504 p., voir témoignages d'Emile Geneste, José Lopez, Gaston Dru.
- CD ROM La Résistance dans la Loire, Éditeur AERI (Association pour des Études sur la résistance Intérieure), 2011,  (ISBN 2915742227)
- « Le Bulletin du Cercle » no 23, avril 2010, pages 18 à 26 consacrées à Alice Arteil et son groupe franc.
- Frédéric Toublanc, Mémoires du rail, Roanne et sa région, Thobas's Editions, Roanne, 2022, 288 p,  (ISBN 978-2-492477-13-3), p144: déraillement du tunnel du Crozet, p150 et 151 : le Panzer-Zug Scarabeus no 32
- Jacky Nardoux, Itinéraire d'un collabo Jean Marcel Karcher, bourreau du Roannais décembre 1942-juillet 1946, Actes Graphiques, Saint-Barthélémy-Lestra, 2002  (ISBN 9782368831571), p. 151 à 157 : arrestations du 17 mars 1944

### Armée et combats de la libération
- Pierre Montagnon, Les maquis de la Libération, 1942-1944, Paris, Éditions Pygmalion, 2000,414 p  (ISBN 9782857046219), pages 293 à 305 sur la colonne Elster
- Colonel Augustin de Dainville, L’ORA, la résistance de l’armée, guerre 39-45, Paris, Ed Lavauzelle, 1974, 344 p., pages 270 à 277 sur la colonne Elster
- 152e RI
- Historique du 152e RI : https://anori.fr/historique-du-152-eme-ri/ consulté le 5 novembre 2023
- Général Émile Mairal-Bernard, La libération du département de l'Allier 15 mai-15 septembre 1944, Conseil général de l'Allier, 26/08/1994, imprimerie Typocentre Color de Montluçon
- Général Émile Mairal-Bernard, De l’Allier au lac de Constance avec les Résistants d’Auvergne et le 15.2, 12/09/1944-08/05/1945, Conseil général de l’Allier, 1994, imprimerie Typocentre Color de Montluçon
- Le journal de marche du 152e RI (1945-1945) :
- Amalgame FFI avec 1re armée française : https://www.gennievre.net/wiki/index.php/L'amalgame_des_FFI_dans_l'Arm%C3%A9e_de_Lib%C3%A9ration consulté le 5 novembre 2023
- Combats de la Boucle du Doubs avec le 15.2, témoignage d'un résistant, combats d'Ecot

https://www.pensezbibi.com/categories/tv-et-radios/le-parcours-dun-maquisard-1944-45-part-2-18930, consulté le 11/10/2023
- 1re Armée française , 9e DIC, de Lattre de Tassigny, prise de Belfort
- https://www.youtube.com/watch?v=8WQccrMpN8Q consulté le 12/10/2023
- http://rhin-et-danube.fr/wordpress/?p=562 consulté le 12/10/2023
- http://67400.free.fr/La%201er%20Arm%C3%A9e%20Fran%C3%A7aise.htm consulté le 12/10/2023
- https://www.histoiredumonde.net/9e-division-d-infanterie-coloniale-ex-9eme-DIMa-actuelle-9eme-BLBMa.html consulté le 12/10/2023
- https://www.youtube.com/watch?v=OFL37k1RAAo consulté le 12/10/2023
- https://www.youtube.com/watch?v=8WQccrMpN8Q consulté le 12/10/2023

### Roman et littérature
- Yves Lopez Roman, Les bérets de la colère, Lezigneux, éditions du Cluzel, 161 p., 2001, sur Alice Arteil p. 120,  (ISBN 978-2-9567262-7-2)
- Christiane Denis-Mathevet, A l'ombre des deux châteaux, Pays-Bas, imprimeur Nextprint, 2020, 137 p., sur Alice Arteil pages 56 à 58,  (ISBN 979-10-699-5786-2)
- Antonin Cubizolles, Evelyne ou l'étrange disparue des combats de l'Oberwald, FeniXX réédition numérique, Éditions Entente, 1er janvier 1987, 308 p., ebook
- Hervé Odermatt, Le Chinois, Paris, Éditions MAME, 2020, 256 pages,  (ISBN 9782728929054), sur Alice Arteil pages 29 à 34